# Des kleinen Mannes größten Hits
Des kleinen Mannes größten Hits ist ein Best-of-Album des deutschen Rappers MC Basstard. Es wurde am 17. November 2006 unter der Katalog-Nummer HKE004 über das unabhängige Musiklabel Horrorkore Entertainment sowie über Distributionz veröffentlicht.

## Hintergrund
Die Kompilation setzt sich aus 15 Stücken, die bereits auf früheren Veröffentlichungen des Rappers vertreten waren, sowie den vier exklusiven Liedern Weiss, Gottes Gericht, Brennt Ihn ab und Lächle zusammen. Bei den vier neuen Stücken handelt es sich um Werke, die ursprünglich für die Alben Zwiespalt (Schwarz) und Zwiespalt (Weiss) der Zwiespalt-Trilogie produziert worden waren. Lächle erschien 2011 in einer neuen Version, in der auch der Sänger Muhabbet zu hören ist, auf Zwiespalt (Weiss).

## Titelliste
1. Intro – 1:00
2. Am Ende der Zeit (feat. Sez1) – 4:35
3. Sternzeichen (feat. Taktloss) – 4:30
4. Halloween 03 (feat. Beccy, Frauenarzt und Amir) – 4:22
5. Fegefeuer (Remix) – 2:46
6. Gut und Böse (feat. MC Bogy) – 2:26
7. Das Feuer (feat. 4.9.0 Friedhof Chiller und Das Biest) – 6:57
8. Die Disco bebt (feat. Bass Crew) – 4:23
9. 2 Stunden (feat. Taktloss) – 2:46
10. Rap Dämon 2005 (feat. Frauenarzt und Taktloss) – 5:05
11. Pyromania – 2:59
12. Top Story – 5:14
13. Voodoo (feat. Taktloss) – 3:52
14. Wenn die Bullen kommen (feat. Bass Crew) – 3:51
15. Obscuritas Eterna – 3:45
16. Weiss (Bonus Titel) – 4:49
17. Gottes Gericht (Bonus Titel) – 3:53
18. Brennt Ihn ab (Bonus Titel) – 5:29
19. Lächle (feat. Sady K) (Bonus Titel) – 4:00

## Produktion
Die Stücke des Best-of-Albums wurden von DJ Korx, Jayo, Skome, Frauenarzt, Mach One und NHT produziert. DJ Korx steuerte die Instrumentals für Intro und Top Story bei. Jayo produzierte die Lieder Am Ende der Zeit und Das Feuer. NHT war mit 2 Stunden an einem Titel der Veröffentlichung beteiligt. Skome war für die Melodien von Sternzeichen, Weiss, Gottes Gericht, Brennt Ihn ab und Lächle verantwortlich. Des Weiteren wurden die Lieder Halloween 03, Fegefeuer (Remix), Die Disco bebt, Rap Dämon 2005 und Wenn die Bullen kommen von Frauenarzt und Gut und Böse, Pyromania und Voodoo von Mach One beigesteuert.

## Illustration
Die Fotos für das Cover wurden von Norman Kapust und Fietze geschossen. Diese übernahmen auch die Bildbearbeitung. Korx designte anschließend das Cover für Supadruck Grafix.